# Гійом Бастій
Гійом Бастій (фр. Guillaume Bastille, 12 липня 1985) — канадський ковзаняр, спеціаліст із шорт-треку, олімпійський чемпіон.
Золоту олімпійську медаль та звання олімпійського чемпіона Бастій виборов на Олімпіаді у Ванкувері в складі збірної Канади в естафеті на 5000 м.